# محاسبة التضخم

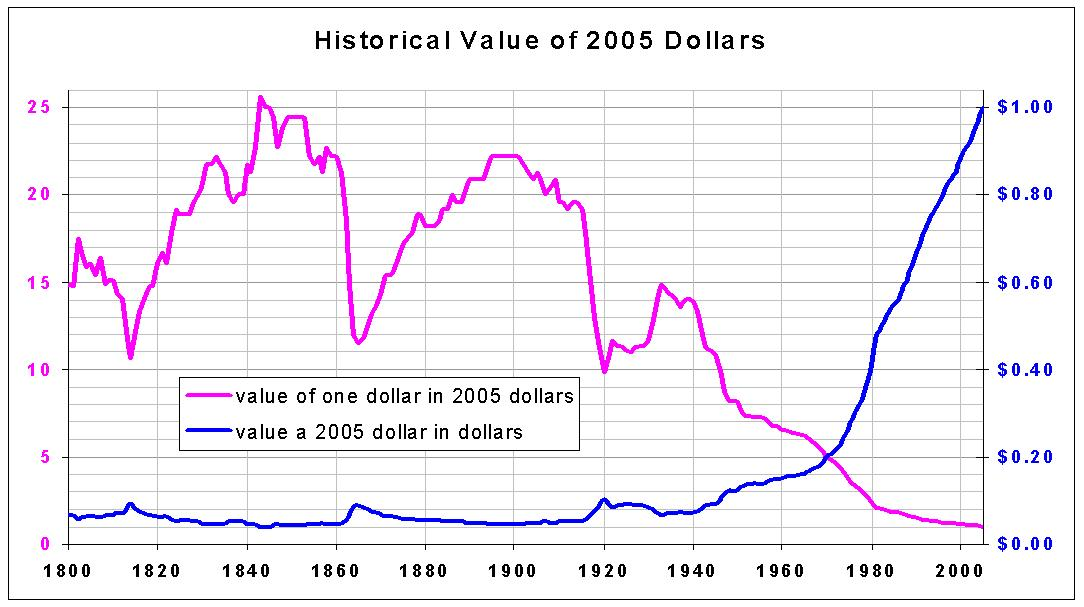

تشمل محاسبة التضخم مجموعة من نماذج المحاسبة المصممة لتصحيح المشاكل الناشئة عن محاسبة التكاليف تاريخيًا خلال فترات وجود تضخم مفرط.

## أسس التكاليف التاريخية في البيانات المالية
استخدمت محاسبة القيمة العادلة (تسمى أيضًا محاسبة تكاليف الاستبدال أو محاسبة التكاليف الجارية) على نطاق واسع في القرن التاسع عشر وأوائل القرن العشرين، أصبحت محاسبة التكاليف التاريخية أكثر انتشارًا بعد انعكاس القيم المبالغ بها خلال عشرينيات القرن العشرين لفترة الكساد الكبير في الثلاثينيات. طورت معظم مبادئ محاسبة التكاليف التاريخية بعد انهيار أسواق وول ستريت عام 1929، بما في ذلك مبدأ افتراض استقرار العملة.

### مبدأ وحدة القياس
يؤدي التضخم إلى مشكلتين أساسيتين في ظل نظام المحاسبة القائم على التكلفة التاريخية. أولاً: العديد من الأرقام التاريخية التي تظهر في البيانات المالية ليست دقيقة اقتصاديًا لأن الأسعار تغيرت منذ ذلك الوقت. ثانيًا: نظرًا لأن الأرقام الواردة في البيانات المالية تمثل دولارات انفقت في فترات زمنية مختلفة فإنها تمثل معايير مختلفة من القوة الشرائية. وبالتالي: إنَّ إضافة مبلغ نقدي قيمته 10000 دولار أمريكي في 31 ديسمبر 2002، مع 10000 دولار تمثل تكلفة الأرض في عام 1955 هي عملية غير دقيقة بسبب الاختلاف الكبير في القوى الشرائية التي يمثلها الرقمان.
إذا جمعت مبالغ بالدولار تمثل كميات مختلفة من القوى الشرائية فإن المبلغ الناتج مضلل، كما لو أضاف شخص 10000 دولار إلى 10000 يورو ليحصل على ما مجموعه 20000. وبالمثل فإنَّ طرح المبالغ بالدولار التي تمثل كميات مختلفة من القوة الشرائية قد يؤدي إلى مكاسب رأسمالية واضحة لكنها في الواقع خسارة رأسمالية. إذا بيع مبنى كان قد تم شراؤه في عام 1970 مقابل 20000 دولار في عام 2006 مقابل 200.000 دولار في حين تكون تكلفة استبداله 300.000 دولار، فإن المكسب الظاهري الذي يبلغ 180.000 دولار مكسب مضلل.

### تقارير مضللة ضمن مجال محاسبة التكاليف التاريخية
«تُعد البيانات المالية الأولية في معظم البلدان على أساس التكلفة التاريخية للمحاسبة بغض النظر عن التغيرات في المستوى العام للأسعار أو الزيادات في أسعار الأصول المحتفظ بها، باستثناء مدى امكانية إعادة تقييم الممتلكات والمنشآت والمعدات والاستثمارات».
يسبب تجاهل التغيرات في مستوى الأسعار في التقارير المالية إلى أخطاء في البيانات المالية مثل:
- قد تتجاوز الأرباح الموضحة الأرباح التي يمكن توزيعها على المساهمين دون الإضرار باستمرار عمل الشركة.
- لا تعكس قيم الأصول للمخزون والمعدات والمصانع قيمتها الاقتصادية للأعمال.
- لا يمكن توقع الأرباح المستقبلية بسهولة من الأرباح التاريخية.
- يعتبر تأثير تغيرات الأسعار على الأصول النقدية غير واضح.
- من الصعب التنبؤ باحتياجات رأس المال المستقبلية والذي قد يؤدي إلى صعود الرافعة المالية ويزيد من مخاطر الأعمال.
- يؤدي عدم عرض الأداء الاقتصادي الحقيقي إلى عواقب اجتماعية وسياسية تلحق الضرر بالشركات (أمثلة: السياسات الضريبية الضعيفة والمفاهيم العامة الخاطئة المتعلقة بسلوك الشركات).

## تاريخ محاسبة التضخم
درس المحاسبون في المملكة المتحدة والولايات المتحدة الأمريكية تأثير التضخم على البيانات المالية منذ أوائل القرن العشرين، بدءًا من نظرية رقم المؤشر والقوة الشرائية. استُخدم كتاب ايرفينغ فيشر لعام 1911 عن القوة الشرائية للمال كمصدر للمعلومات من قبل هنري سويني في كتابه لعام 1936 تحت عنوان المحاسبة المستقرة، والذي تحدث عن محاسبة القوة الشرائية.